# Dicranognathus nebulosus
Dicranognathus nebulosus là một loài bọ cánh cứng trong họ Rhynchitidae. Loài này được Redtenbacher miêu tả khoa học năm 1844.